# Tutti per 1 - 1 per tutti
Tutti per 1 - 1 per tutti è un film del 2020 diretto da Giovanni Veronesi, sequel di Moschettieri del re - La penultima missione.

## Trama
Francia, XVII secolo. I quattro moschettieri sono sempre più anziani, Aramis è morto e si è reincarnato in un lupo, D'Artagnan, Athos e Porthos, benché acciaccati dall'età, devono eseguire un'ultima missione prima del pensionamento: la regina Anna di Francia commissiona loro di scortare la principessina Ginevra, figlia di Enrichetta di Inghilterra, al confine con l'Olanda per andare in sposa al futuro re. Il personaggio Cherì (Luis Molteni) nei panni di un tecnico del Louvre (parodia del personaggio Q della saga di 007) affida ai moschettieri TomTom (Giulia Michelini), una vagabonda fatta impazzire dal tecnico con lo scopo di trasformarla in un navigatore satellitare umano chiaroveggente; il personaggio si rileverà decisivo per l'esito della missione e finirà per innamorarsi di Porthos. 
Durante il viaggio i moschettieri incontrano un servetto di dieci anni di nome Uno, che s'innamora perdutamente di Ginevra e vuole sposarla a tutti i costi. Incappano, inoltre, in varie avventure, da Cyrano di Bergerac e la sua banda di briganti alla scorta di 007 inglesi, fino a scontrarsi con l'esercito olandese a causa proprio del supporto dato dai moschettieri all'unione tra Uno e Ginevra.
La costruzione del film riflette la metanarrazione presente ne La storia infinita (nella sua versione ridotta cinematografica) e ne ricalca gli aspetti tipici del romanzo di formazione: un ragazzino che vive il mondo reale, si trova alle prese con un problema (la definitiva partenza di Ginevra per il Regno Unito per il piccolo Uno/I bulli che tormentano Bastian), s'imbatte in un libro e lo legge, rimanendone incantato. Il racconto passa dal piano reale a quello fantastico del libro (la trama è quella su indicata), e in questo contesto il ragazzino entra nel racconto interagendo con gli eroi/l'eroe (I moschettieri/Atreju). Una volta terminato il libro, gli eroi inaspettatamente entrano nella vita reale del ragazzo, aiutandolo a risolvere il problema iniziale (i moschettieri fermano il furgone NCC che avrebbe portato Ginevra all'aeroporto/Bastian mette in fuga i bulli cavalcando Falkor).

## Colonna sonora
Per la prima volta l'artista Franco Battiato rende disponibile al film il singolo La cura, colonna sonora delle scene più intense del film, composta e suonata dai Musica da Ripostiglio.

## Distribuzione
A causa delle misure restrittive messe in atto dopo la diffusione della pandemia di COVID-19, il film è stato distribuito direttamente su Sky Cinema Uno il 25 dicembre 2020 e dal 25 giugno 2021 su Amazon Prime Video. 

## Riconoscimenti
- 2021 - Nastro d'argento
  - Cameo dell'anno a Giuliano Sangiorgi[5]
  - Candidatura a migliore commedia[6]
- 2021 - Ciak d'oro
  - Candidatura migliore attrice non protagonista a Anna Ferzetti